# Селище (Великодвірське сільське поселення)
Селище (рос. Селище) — присілок Бокситогорського району Ленінградської області Росії. Входить до складу Великодвірського сільського поселення.
Населення — 4 особи (2012 рік). 